# مدیریت زنجیره تأمین لارج

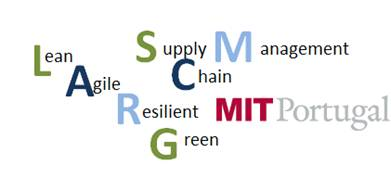
LARGe (or LARG) SCM

مدیریت زنجیره تأمین لارج تلاش دارد رویکردهای ناب، چابک، ارتجاعی و سبز را در فضای مدیریت زنجیره تامین کناره هم بنشاند تا از مزایای تک تک آن‌ها بهرمند شده و همزمان کاستی‌های آن‌ها را بپوشاند. به عنوان مثال در مدیریت زنجیره تامین ناب تلاش بر این است تا سطح موجودی انبار به صفر برسد و مدیریت زنجیره تأمین چابک هدف خود را بر پاسخ فوری به مشتری و بازار می گذارد. مدیریت زنجیره تأمین ارتجاعی (Resilient) در پی حفاظت از زنجیره تأمین در زمان بروز سوانح و چالش‌های پیش‌بینی نشده‌است و در نهایت رویکرد سبز  به دنبال حفاظت از طبیعت و محیط زیست در مقابل ضایعات مستقیم و غیرمستقیم می‌باشد .

## تاریخچه
ایده مدیریت زنجیره تامین لارج در واحد تحقیقاتی مهندسی مکانیک و صنایع دانشکده علوم و تکلونولوژی دانشگاه جدید لیسبون شکل گرفته و توسعه داده شده‌است. در حال حاضر این واحد تحقیقاتی به عنوان مرجع اصلی در این زمینه شناخته می‌شود.

## مرور کلی
کاخانه ای ناب محسوب می‌شود که سطح انبار حداقل (نزدیک به صفر) داشته باشد  در حالی که یک کاخانه پایدار نیازمند داشتن انبار است تا در زمان بروز مشکل همچنان تولیدش ادامه داشته باشد . رویکردهای ناب و ارتجاعی در ظاهر متناقض  به نظر می آیند. با این حال در بهترین وضعیت کاخانه‌ها مایلند هم حداقل سطح انبار را داشته باشند و هم در مقابل مشکلات با توقف تولید مواجه نشوند. مدیریت زنجیره تأمین لارج در پی ایجاد یکپارچگی در زنجیره تأمین از نقطه نظرهای ناب، چابک، ارتجاعی و سبز می‌باشد . این مدیریت زنجیره تأمین موضوعات متنوعی را در برمیگیرد از جمله: مشخصات و متدلوژی ، ساختار سازمان، شاخصه‌های کارکرد ، عوامل انسانی ، انفورماتیک  و مدل یکپارجه ساز  است.

## زنجیره تامین لارج در ایران
اولین تحقیق در خصوص مدیریت زنجیره تأمین لارج در ایران در سال 1393 و در دانشگاه شهید بهشتی انجام گرفته‌است. واژه "ارتجاعی" (ترجمه Resilient) اولین بار توسط پژوهشگران این دانشگاه به واژگان مدیریتی کشور اضافه گردید.  